# 汪文進
汪文進（？—590年），南陈末年隋朝初年婺州（今浙江省金华市）人。
江南自从东晋以来，刑法宽大，执行不严，世族凌驾于寒门庶族之上。隋朝平陈以后，尚书右仆射苏威撰写了《五教》，令江南百姓不分男女老少熟读，士民抱怨。婺州汪文进、越州高智慧、苏州沈玄侩起兵造反，都自称天子，设置百官。隋文帝命杨素为行军总管，率军前去讨伐。汪文进任命蔡道人为司空，守乐安，杨素率军进讨，汪文进、蔡道人全都被平定。